# 粟屋元国
粟屋 元国（あわや もとくに）は、戦国時代の武将。毛利氏の譜代家臣。

## 生涯
毛利氏の譜代家臣である粟屋氏の惣領家当主・粟屋元好の長男として生まれる。
大永元年（1521年）8月14日、父の元好が63歳で死去。
大永3年（1523年）、毛利幸松丸死後の家督相続をめぐって家中が対立した。この時、元国は病だったことを利用し、一族の粟屋元秀を神仏詣でと称して上洛させ、将軍・足利義晴に毛利元就の家督相続を直訴させ、元就の家督相続を認められた。
享禄2年（1529年）5月2日の安芸国松尾における合戦や、同年8月16日の安芸国山県郡壬生における合戦で戦功を挙げ、元就から感状を与えられた。
享禄5年（1532年）7月13日付の毛利氏家臣団32名が互いの利害調整を元就に要請した連署起請文では、23番目に「粟屋掃部助元國」と署名している。
没年は不明であるが50歳で死去し、長男の元堅が後を継いだ。